# Solomon Sheferahu
Solomon Sheferahu – etiopski piłkarz grający na pozycji napastnika. W swojej karierze grał w reprezentacji Etiopii.

## Kariera klubowa
W swojej karierze piłkarskiej Sheferahu grał w klubie Ethiopian Airlines FC.

## Kariera reprezentacyjna
W 1976 roku Sheferahu został powołany do reprezentacji Etiopii na Puchar Narodów Afryki 1976. Wystąpił na nim w trzech meczach grupowych: z Ugandą (2:0), z Gwineą (1:2) i z Egiptem (1:1).
W 1982 roku Sheferahu powołano do kadry na Puchar Narodów Afryki 1982. Zagrał na nim w dwóch meczach grupowych: z Nigerią (0:3) i z Algierią (0:0).